# Zeithain
Zeithain là một đô thị thuộc huyện Meißen, bang Sachsen Đức. Đô thị Zeithain có diện tích 81,49 km², dân số thời điểm ngày 31 tháng 12 năm 2006 là 6491 người.
Trong thế chiến II, một trại tù binh, Stalag IV-B/H, toạ lạc ở đây.
Hiện có đài tưởng niệm và bảo tàng tưởng nhớ.
Zeithain gồm các khu vực dân cư sau:
- Cottewitz
- Gohlis
- Jacobsthal
- Kreinitz
- Lorenzkirch
- Moritz
- Neudorf
- Promnitz
- Röderau-Bobersen
- Zschepa